# Џеферсон (Џорџија)
Џеферсон (енгл. Jefferson) град је у америчкој савезној држави Џорџија. По попису становништва из 2010. у њему је живело 9.432 становника.

## Демографија
Према попису становништва из 2010. у граду је живело 9.432 становника, што је 5.607 (146,6%) становника више него 2000. године.
| Група             | 2000.         | 2010.         |
| Белци             | 2.983 (78,0%) | 7.494 (79,5%) |
| Афроамериканци    | 614 (16,1%)   | 940 (10,0%)   |
| Азијати           | 46 (1,2%)     | 149 (1,6%)    |
| Хиспаноамериканци | 161 (4,2%)    | 707 (7,5%)    |
| Укупно            | 3.825         | 9.432         |